# (6370) Malpais
(6370) Malpais es un asteroide perteneciente al cinturón de asteroides, región del sistema solar que se encuentra entre las órbitas de Marte y Júpiter, descubierto el 9 de marzo de 1984 por Brian A. Skiff desde la Estación Anderson Mesa (condado de Coconino, cerca de Flagstaff, Arizona, Estados Unidos).

## Designación y nombre
Designado provisionalmente como 1984 EY. Fue nombrado  como el malpaís un campo salpicado de flujos de lava irregular o rocas que era difícil de atravesar. El nombre fue sugerido por Van Francis Campbell, ganador de un concurso para nombrar este planeta menor en conjunto con el Festival de Ciencias de Flagstaff de 1999.

## Características orbitales
Malpais está situado a una distancia media del Sol de 2,365 ua, pudiendo alejarse hasta 2,541 ua y acercarse hasta 2,189 ua. Su excentricidad es 0,074 y la inclinación orbital 7,020 grados. Emplea 1328,64 días en completar una órbita alrededor del Sol.
Pertenece a la familia de asteroides de (4) Vesta

## Características físicas
La magnitud absoluta de Malpais es 13,47. Tiene 4,763 km de diámetro y su albedo se estima en 0,373. 